# Clara Viebig

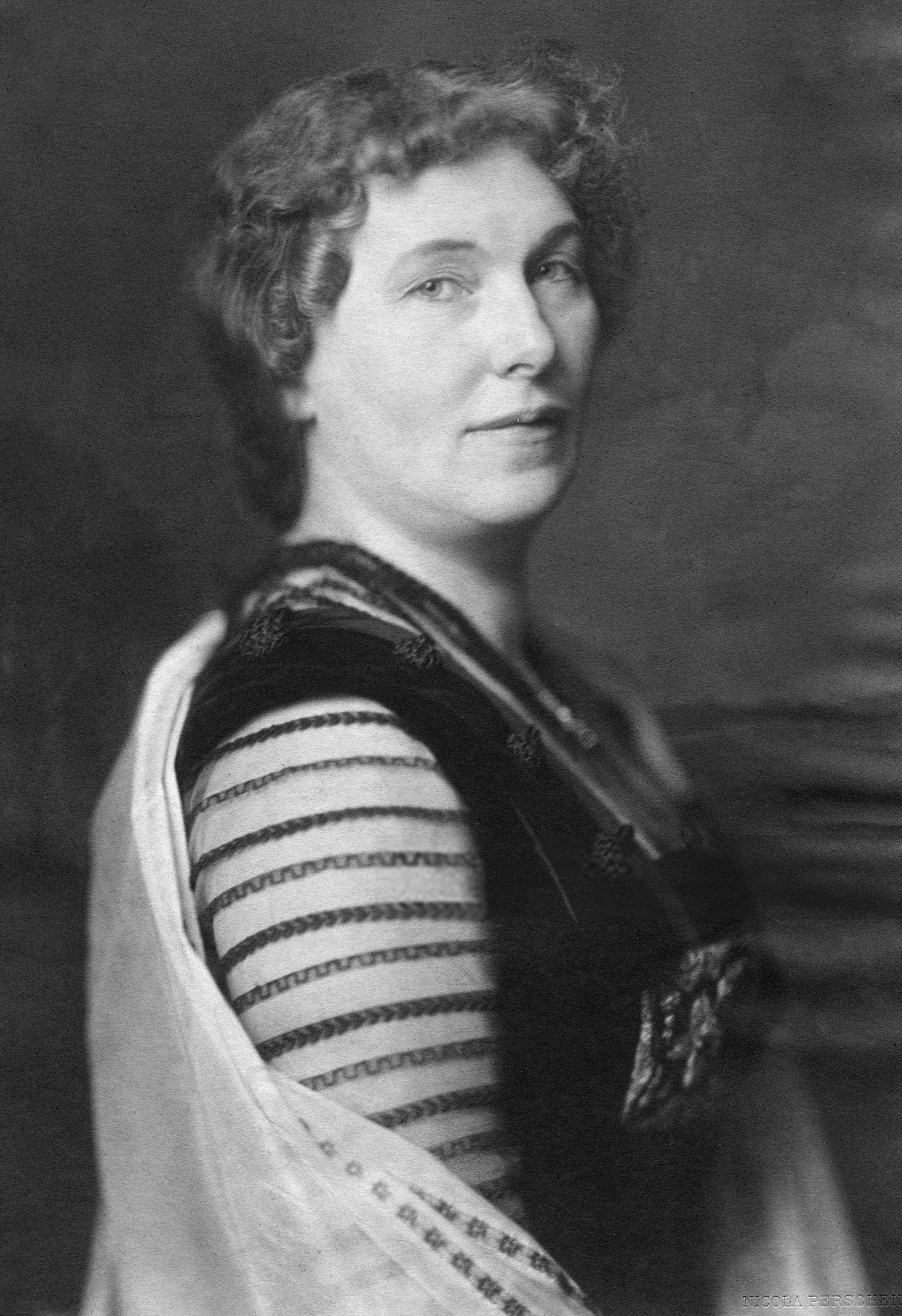
Clara Viebig, Berlin, 1890

Clara Viebig (* 17. Juli 1860 in Trier; † 31. Juli 1952 in Berlin (West)) war eine deutsche Erzählerin, Dramatikerin und Feuilletonistin des Naturalismus. Sie war einer der meistgelesenen Autoren um 1900.

## Leben
Clara Viebig war die Tochter des Oberregierungsrates und Abgeordneten der Frankfurter Nationalversammlung Ernst Viebig und dessen Ehefrau Clara. Die Familie stammte ursprünglich aus Posen und gelangte durch die Versetzung des Vaters nach Trier. Dort wurde Clara in der damaligen Simeonstiftstraße 10 geboren (heute Kutzbachstraße). Im Jahr 1861 wohnte die Familie in der heutigen Zuckerbergstraße 24, später verzog sie nach der Olk.
Ihre Geburtsstadt behielt Clara Viebig Zeit ihres Lebens in guter Erinnerung: „Ich habe mir just den schönsten Winkel des ganzen schönen Rheinlandes zum Geborenwerden ausgesucht. In Trier, unweit der ‚Poort‘, wie das Römertor im Volksmund heißt, stand meine Wiege; sie schaukelte im Takt der vielen frommen Glocken, die, […] mit mächtigen Stimmen über die Mosel schallten.“
1868 wurde ihr Vater zum Stellvertreter des Regierungspräsidenten Friedrich von Kühlwetter befördert und musste mit seiner Familie nach Düsseldorf umziehen. Auch dort, in der Geburtsstadt des von ihr verehrten Heinrich Heine, lebte sich Clara schnell ein.
Für das Jahr 1876 schickten ihre Eltern die junge Clara in Pension in die Familie eines Landgerichtsrats in Trier, den sie später in ihren Schriften ‚Matthieu‘ nannte: „Mathieu, Untersuchungsrichter des Kreisgerichts Trier, das den ganzen ländlichen Bezirk des zu Trier gehörenden Eifelteils umfasste, […] auf seinen vielen Dienstfahrten zu Tatbestandsaufnahmen, zu Verhören und Obduktionen nahm er mich mit.“ Während sie in den Wirtsstuben auf den Onkel wartete, lernte sie durch die Erzählungen der Wirtinnen Land und Leute kennen. Aus dieser Zeit stammt ihre Liebe zur Eifel, die sie später in ihren Erzählungen und Romanen literarisch umsetzte.
Nach dem Tod des Vaters zog Clara 1883 mit der Mutter nach Berlin. Dort studierte sie Gesang an der Hochschule für Musik und gab Privatstunden, um sich ein Zubrot zu verdienen.
13 Jahre lang verbrachte Clara Viebig die Ferien bei Verwandten auf deren Gütern in der Provinz Posen. Die dort erhaltenen Eindrücke setzte sie später in zahlreichen Romanen und Erzählungen um.

Clara Viebig um 1900

Viebig bezeichnete die Lektüre der Werke Émile Zolas, speziell Germinal, als ausschlaggebend für ihr eigenes literarisches Schaffen; wegen dieses Vorbildes wurde Viebig auch die „deutsche Zolaide“ genannt. Die Schriftstellerin erinnerte sich: „Dieser ‚Germinal‘ war mir eine Offenbarung. […] O diese Kraft, diese Größe, diese Glut der Farben, diese Fülle der Gesichte, diese Leidenschaft der Gefühle – so muß man schreiben, so! Ohne Rücksicht, ohne Furcht, ohne scheues Bedenken […] nur ehrlich, ehrlich!“
Stilistisch schulte sie sich an den naturalistisch orientierten Romanen des französischen Schriftstellers Guy de Maupassant (1850–1893): „Von ihm habe ich gelernt, sprachlich wählerisch zu sein.“
Für ihre ersten Arbeiten verwendete Clara Viebig das Pseudonym „C. Viebig“, um in der männlich dominierten Literatur des Kaiserreiches leichter Fuß zu fassen. Man habe geraten, „statt meines ehrlichen Taufnamens Clara mich mit einem einfachen C. zu begnügen. Er meinte, Publikum und Redakteure hätten nun einmal ein gewisses Misstrauen gegen die weibliche Feder, besonders, wenn die Autorin noch unbekannt sei; es wäre vorteilhafter für mich, wenn man hinter dem C. einen Carl oder Clemens oder Constantin vermutete.“ Ihr gelang es, zahlreiche Skizzen, Märchen, Novelletten und Novellen in den Feuilletonbeilagen von Zeitungen und Zeitschriften zu veröffentlichen. 1896, mit 36 Jahren, konnte Clara Viebig mit dem Fortsetzungsroman Wildfeuer in einer Berliner Zeitung auch als Romanautorin debütieren.
Im Jahr 1895 kam Viebig durch die Bekanntschaft mit Theodor Fontane mit dem Verlag seines Sohnes Friedrich Fontane in Kontakt.
So lernte sie auch dessen jüdischen Teilhaber Friedrich Theodor Cohn kennen, den sie 1896 in Berlin heiratete. Fortan veröffentlichte sie in dessen Verlag F. Fontane & Co. fast alle ihre Werke. Ihr gemeinsamer Sohn Ernst Viebig (1897–1959) wurde Komponist und Dirigent.
Die Familie lebte in der Landgemeinde Zehlendorf bei Berlin in großbürgerlichen Verhältnissen.
Clara Viebigs Romane gehörten in der Zeit um 1900 zu den meistgelesenen im deutschen Sprachraum, was in mehreren Bibliothekenumfragen in dieser Zeit ermittelt wurde.
Sie urlaubte mit ihrer Familie wiederholt im Eifelkurort Bad Bertrich, wo sie immer wieder Anregungen zu ihren Eifelwerken fand. Hier lernte sie die dort lebende Schriftstellerin Emmi Elert kennen. Sie pflegte ein gutes freundschaftliches Verhältnis zu ihr und nahm wohl auch Einfluss auf Elerts literarisches Schaffen.
Zu Beginn des Ersten Weltkriegs zeigte Viebig sich zunächst patriotisch und schrieb entsprechende Artikel in Zeitungen und Zeitschriften. Ihr anfänglicher Enthusiasmus wandelte sich jedoch schnell in Skepsis, als sich ihr Sohn Ernst zum Heer meldete: „Sie waren eben alle nicht bei Sinnen gewesen, die Söhne nicht, die Lehrer nicht, die Väter nicht – alle nicht. Nur die Mütter sahen, wie es wirklich war; die ahnten, wie es kommen würde. Gekommen war.“
Auf dem Höhepunkt ihres literarischen Schaffens publizierte Viebig fast jährlich einen Roman oder einen Band mit Erzählungen. Zwischen 1898 und 1933 unternahm Clara Viebig allein oder mit ihrem Ehemann immer wieder Vortragsreisen nach Basel, Den Haag, Luxemburg, New York City, Paris, Sankt Petersburg und Wien. Ihre Werke werden insbesondere ins Französische, Spanische, Englische, Italienische, Niederländische, Norwegische, Schwedische, Finnische, Tschechische, Ukrainische, Slowenische und ins Russische übersetzt, einige in Blindenschrift übertragen.
Nach der nationalsozialistischen Machtergreifung 1933 musste ihr Mann als Jude seine Unternehmensanteile an die Deutsche Verlagsanstalt abgeben, was die Publikationsmöglichkeiten der Schriftstellerin erheblich einschränkte. Nach seinem Tod 1936 trat Clara Viebig der Reichsschrifttumskammer bei, so dass sie drei ältere Romane noch einmal neu auflegen konnte.
Während des Zweiten Weltkrieges flüchtete die Schriftstellerin wegen der Luftangriffe auf Berlin ins schlesische Mittelwalde, überlebte den Krieg zusammen mit ihrer langjährigen Haushälterin Marie Holzbauer und kehrte 1946 als Vertriebene krank und verarmt in den Berliner Bezirk Zehlendorf zurück. Ein alter Bekannter aus den Zeiten der Eifelreisen, Ernst Leo Müller, der ehemalige Bürgermeister von Hillesheim, unterstützte sie fortan, wenn auch nicht immer uneigennützig, wirtschaftlich und persönlich.
Anlässlich des 70. Geburtstages ehrte die Stadt Düsseldorf, der Clara Viebig insbesondere mit ihrem Roman Die Wacht am Rhein aus dem Jahr 1902 ein Denkmal gesetzt hatte, sie mit der Benennung einer Straße. Im Dresdner Stadtteil Löbtau gibt es seit den 1960er Jahren eine Clara-Viebig-Straße, ebenso in ihrer Geburtsstadt Trier.

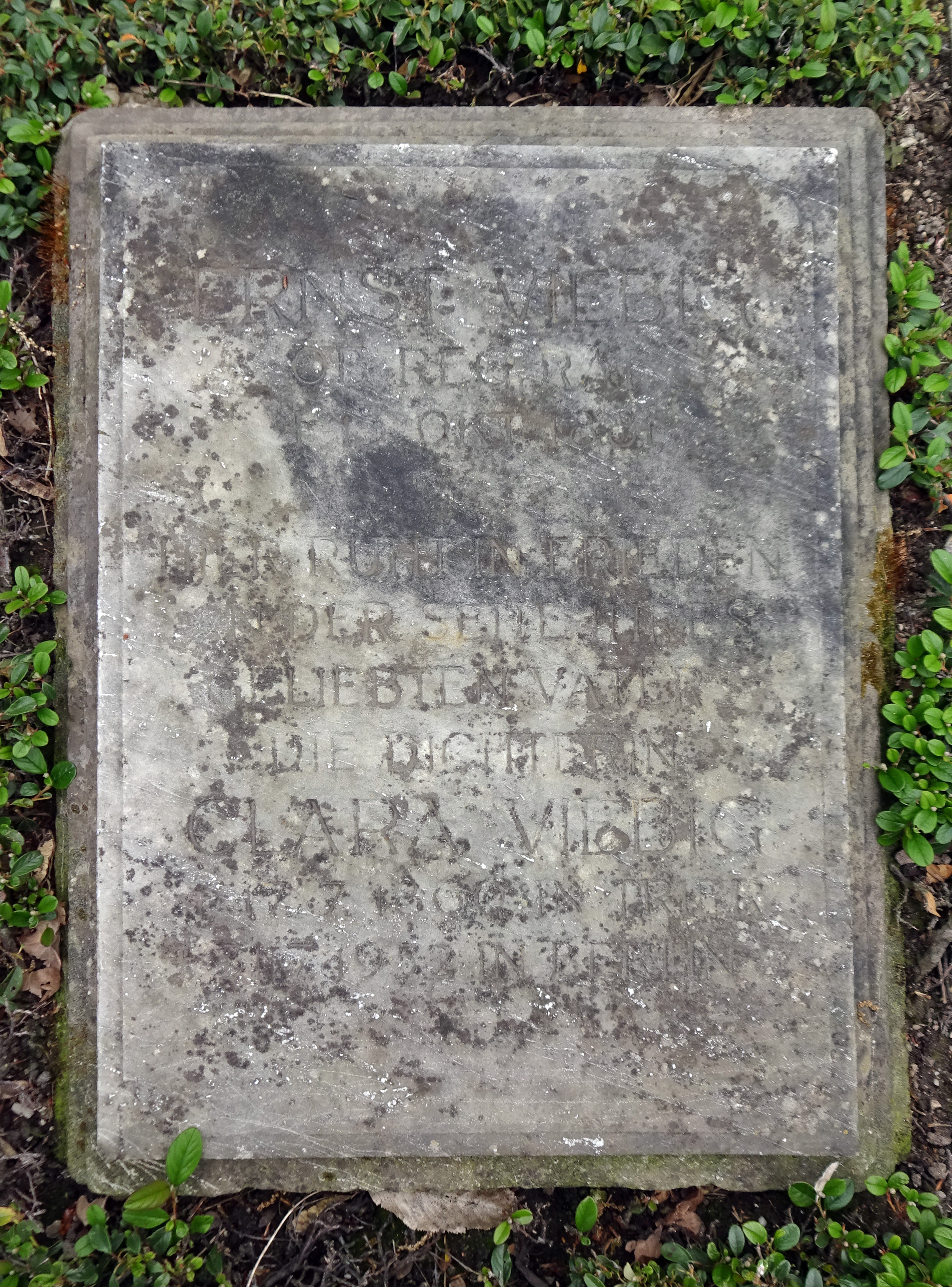
Grabstein Ernst und Clara Viebig

Clara Viebig starb am 31. Juli 1952 im Alter von 92 Jahren. Ihre letzte Ruhe fand sie in der Ehrengrabstätte ihres Vaters auf dem Nordfriedhof Düsseldorf.

## Wirkungsgeschichte
Schon in den Goldenen Zwanziger Jahren hatte sich insbesondere die weibliche Leserschaft neuen Autorinnen wie Hedwig Courths-Mahler zugewandt oder Vertreterinnen der Neuen Sachlichkeit wie Irmgard Keun.
Nach dem Zweiten Weltkrieg traten Inhalte und Stilistik des Werkes von Clara Viebig zunächst in den Hintergrund gegenüber neuen Vertretern und Richtungen der deutschen Literatur, etwa denen der Trümmerliteratur. Jedoch legte der in Ost-Berlin neu entstandene Verlag Das Neue Berlin einige Berlin-Romane wieder auf. Im Westdeutschland der 1950er Jahre veröffentlichte der Georg Fischer Verlag in Wittlich einige Eifelromane und -novellen.
Erst in den 1990er Jahren folgten der Rastätter Pabel-Moewig Verlag, außerdem der Düsseldorfer Erb-Verlag mit Romanen, deren Handlung in der Eifel und am Rhein spielt, sowie die Verbandsgemeinde Manderscheid mit einer Neuauflage des in ihrer Gemarkung spielenden Weiberdorfes und des Müller-Hannes.
Auch der Eifelverein und Einzelpersonen engagieren sich für Viebigs Werk. Anlässlich von Todestagen veröffentlichten der Schriftsteller Hajo Knebel und die Publizisten Josef Zierden und Josef Ruland Kurzeinführungen in das Werk, die mit Auszügen veranschaulicht sind. Ebenso stellte Bert Kortländer im Clara Viebig-Lesebuch der Kölner Nyland-Stiftung Auszüge aus wichtigen Romanen zusammen, außerdem autobiographische Schriften, Briefe und Bilder.
Die am 31. Juli 1992 in Bad Bertrich gegründete Clara-Viebig-Gesellschaft beschäftigt sich mit der Erforschung des Lebens und Schaffens der Schriftstellerin. Sie unterhält in Bad Bertrich einen Clara-Viebig-Pavillon, erschuf anlässlich des 50. Todestages der Schriftstellerin eine Wanderausstellung, sammelt Sekundärliteratur und arbeitet an einer Briefdatenbank. Die Gesellschaft ist Mitglied der Arbeitsgemeinschaft Literarischer Gesellschaften und Gedenkstätten.
Im „Weiberdorf“ Eisenschmitt wurde im Jahr 2005 das Clara-Viebig-Zentrum eingerichtet. Eine umfangreiche Sammlung ihrer Werke und Briefe sind in einer Dauerausstellung zu besichtigen.

## Künstlerisches Schaffen
Das Werk von Clara Viebig umfasst zahlreiche Feuilletonartikel, Romane, Novellen, Theaterstücke, Libretti, Reiseskizzen aus den Alpen und der Eifel, einige Literaturrezensionen, zahlreiche autobiographische Schriften und eine umfangreiche Sammlung von Briefen. Bis zu ihrem 80. Geburtstag hatten ihre Werke eine Gesamtauflage von 750.000 erreicht.
Clara Viebig ist eine bedeutende Vertreterin des deutschen Naturalismus, entwickelt sich mit einigen Werken aber über diesen hinaus. Die Menschen in ihren Romanen, Erzählungen und Dramen werden häufig in der Abhängigkeit von der natürlichen Umgebung und in ihrer Entwicklung bestimmt von Vererbung und sozialem Milieu dargestellt. Nicht selten sind ihre Figuren aber auch geprägt von tiefer Frömmigkeit.
Ihre bedrückenden Milieuschilderungen, die dem Werk gesellschaftskritische Züge verleihen, werden gerne verglichen mit dem Werk von Heinrich Zille, wobei sie das, was Zille zeichnete, in Worten umsetzte. Menschliche Charaktere sind mit großem psychologischem Einfühlungsvermögen skizziert. In naturalistischer Manier gibt Clara Viebig wörtliche Rede in der Umgangssprache wieder, die sowohl dialektal gefärbt ist als auch durch die Verwendung unterschiedlicher Soziolekte den Charakter des Sprechenden offenbaren. Insbesondere Werke, deren Handlung in der Eifel spielt, werden der Heimatkunst zugerechnet.
Mit dem Werk von Clara Viebig ist eine in ihrer Zeit neue Art von Literatur verbunden, die nach „herb-nüchterner Objektivität und leidenschaftsloser, wenn auch nicht unparteiischer Genauigkeit in der Darstellung von Menschen und Mächten, Sitten, Verhältnissen und Zuständen, Empfindungen und Gefühlen“ strebt. Viebig scheute sich nicht, „die herrschenden Mächte der Zeit – den Militarismus des Kaiserreichs, die preußische Junkerkaste, die rheinische Bourgeoisie, den katholischen Klerus – anzugreifen.“
Die Erzählungen Viebigs sind an Orten angesiedelt, welche die Dichterin aus eigener Anschauung kannte. Von ihrer Jugendzeit her war sie mit den Menschen und Dörfern der Eifel vertraut; in weiteren Romanen gestaltete sie die Eindrücke aus der Düsseldorfer Zeit, schließlich folgten die Erzählungen aus den östlichen Provinzen und die „Berlin-Romane“. Dazu schreibt die Dichterin: „In West und Ost und am Niederrhein wohnen so meine drei Brauten. Einer jeden von ihnen gehört mein Herz, einer jeden danke ich viel Glück. Allen zusammen aber mein Höchstes – meine Kunst […] Die vierte Braut ist Berlin. Aber nein, was sage ich denn?! Keine Braut! Mit Berlin bin ich – verheiratet.“

### Erste Veröffentlichungen
Die ersten Veröffentlichungen Clara Viebigs sind Märchen in der Tradition von Andersen, Skizzen und Novelletten. Diese kleineren Arbeiten können als Vorstudien zu ihren Romanen gelten.
Nach ihrem „Zola-Erlebnis“ schrieb sie die Novelle Die Schuldige in einem Zuge nieder. Die Handlung spielt in und um Ehrang bei Trier, wo eine junge ledige Mutter den Vater ihres Kindes tötet, als er ihr eröffnet, er wolle ihr das Kind wegnehmen. Die Enttäuschung war groß, als niemand dieses Werk veröffentlichen wollte. 1896 wurde das Werk in der Novellensammlung Kinder der Eifel integriert. Von da an erlebte es vielfache Auflagen.
Der erste Roman Wildfeuer erschien 1896 als Fortsetzungsroman in der Berliner Volkszeitung. Im Posener Land angesiedelt, handelt der Roman vom Selbstbestimmungsrecht zweier junger Frauen, die von ihren Vätern verheiratet werden sollen. Während die eine Tochter sich dieser Bestimmung durch Selbstmord entzieht, geht die andere aus Pflichtgefühl die arrangierte Ehe ein. Auch wenn dieser Roman, Charlotte M. Werner zufolge, noch auf der „Herz-Schmerz-Klaviatur“ spielt, sind zahlreiche Elemente der späteren Romane bereits vorhanden: „Die Kunst, den Spannungsbogen zu entwickeln und zu halten, […] Charaktere glaubhaft darzustellen oder die verschiedenen Ebenen miteinander zu verbinden […], Naturschilderungen […], die mit den Stimmungen der Personen korrespondieren.“

### Erzählungen aus der Eifel
Ihren großen literarischen Durchbruch erzielte Viebig 1900 mit ihrem Roman Das Weiberdorf, der in dem fiktiven Dorf „Eifelschmitt“ spielt und, leicht verfremdet, den Ort Eisenschmitt als Vorbild hatte:
Während die Männer sich über das Jahr im Ruhrgebiet als Arbeiter verdingen, müssen die Frauen zu Hause den Betrieb aufrechterhalten und die harte Arbeit auf den Feldern alleine erledigen. Höhepunkt bildet jeweils der Urlaub der Männer im Dorf: „Aber dann die Heimkehr! Durchjubelte Tage, durchjubelte Nächte […] Der schwenkende Rheinländer hub an, auf dem engen Platz drehten sich an die dreißig Paare auf einmal. Das warf ein Stoßen, Drängen und Puffen. […] Man konnte kaum sehen; durch den Dunst schimmerten die glühenden Gesichter wie rote Flecke.“
Der Vorabdruck in der Frankfurter Zeitung entfachte eine überregionale kontroverse Diskussion, die sich zu einem Skandal auswuchs. Die Bewohner der Eifel fühlten sich durch die herbe Darstellungsart gekränkt, die Kirche wetterte gegen die freizügige Darstellung der Menschen und ihrer Leidenschaften. Dass Das Weiberdorf jedoch auf den katholischen Index Librorum Prohibitorum der verbotenen Bücher gesetzt wurde, ist ein unzutreffendes Gerücht. Viebigs Erzählungen und Romane spielen häufig in der Eifel, die zu jener Zeit als zurückgeblieben galt und auch als „Rheinisches Sibirien“ bezeichnet wurde. Nicht zuletzt durch Clara Viebig erhielt die Eifel den Rang einer Literaturlandschaft.

### Romane aus den östlichen Provinzen
Clara Viebig ist zu Unrecht als „Heimatdichterin“ der Eifel bekannt, obwohl ihre Werke auch an zahlreichen weiteren Orten spielen, so insbesondere in dem aufstrebenden Berlin der Kaiserzeit und in der Landschaft der früheren preußischen Provinz Posen. Im Roman Das Schlafende Heer (1904), der im deutschen Osten angesiedelt ist, wird der Kampf um die Vorherrschaft zwischen Deutschen und Polen mit Untertönen, die in der Zeit des Wilhelminismus nicht unüblich waren, geschildert.
Letztlich stellt der polnische Schäfer Dudek anlässlich des Selbstmordes des Herrn von Deutschau fest: „Jahre sind gekommen und gegangen, wir haben Sommer und Winter gezählet, immer in Trauer, immer in Sehnen, immer in Hoffen – aber jetzt hat Polen genug geschlafen, jetzt steht es auf!“
Viebig selbst sah in dem Roman Das schlafende Heer ein Gegenstück des Ostens zu ihren Eifelgeschichten und dem in Düsseldorf spielenden Roman Die Wacht am Rhein (1902). Während in Düsseldorf sich die Preußen und Rheinländer über Jahrzehnte zur Einträchtigkeit zusammenfinden, ist dieses Vorhaben in Polen zum Scheitern verurteilt.

### Berliner Romane und Novellen
Ein weiterer Teil von Clara Viebigs Gesamtschaffen spielt im Berliner Großstadtmilieu und spiegelt den Wandel der Stadt seit Ende des 18. Jahrhunderts bis in die Jahre der Weimarer Republik mit all ihren städtebaulichen und sozialen Konsequenzen. Industrialisierung und die damit verbundene Landflucht tragen zur Verstädterung und zur Verschärfung sozialer Probleme bei. Immer wiederkehrende Themen sind die Möglichkeiten, die sich insbesondere für Frauen dadurch eröffnen, dass sie nun ein selbstbestimmtes Lebens fernab von alten Traditionen führen können, aber auch die zahlreichen Gefährdungen, die sich besonders für sie in der neuen sozialen Lage ergeben.
So erfahren Mine und Bertha, die beiden Dienstmädchen vom Lande, dass ihnen in der zunächst so verheißungsvollen Großstadt Berlin nichts geschenkt wird. Vielmehr verlangt man von ihnen: „Dienen, dienen, ewig dienen,“ was Bertha zu dem Ausruf veranlasst: „Nein! […] Nicht mehr dienen! Auch einmal herrschen, wie andere herrschen! Sich einmal nicht mehr schinden, sich nicht mehr hin- und herjagen lassen, sich nicht mehr ducken, sich nicht mehr die Nägel abarbeiten: nur um das bißchen tägliche Brot!“

### Historische Romane
Ab 1921 suchte Viebig die Stoffe für ihre Romane vermehrt in historischen Sujets, wobei sie es vermochte, ihren Erzählungen „Mythos und zeitgenössische Relevanz in einem zu verleihen.“ Dies gilt für den Roman um den Schinderhannes und die Nachwirkungen der Französischen Revolution Unter dem Freiheitsbaum (1922), die Romane Charlotte von Weiß (1929) und Prinzen, Prälaten und Sansculotten (1931) und ihr letztes Werk Der Vielgeliebte und die Vielgehasste (1935), in dem sie das Schicksal von Wilhelmine Enke und Friedrich Wilhelm II. von Preußen gestaltete.

### Theaterstücke und Libretti
Eine Reihe ihrer Romane und Novellen überarbeitete Clara Viebig zu Theaterstücken. Hierzu gehören Barbara Holtzer (1897), das nach der Novelle Die Schuldige gestaltet ist, Pittchen (1909), das Motive des Romans Das Weiberdorf aufgreift, und vor allem der vierteilige Dramenzyklus Der Kampf um den Mann (1905), dessen Stücke auf verschiedenen Novellen basieren. Der Erfolg der aufgeführten Stücke war indes mäßig.
Für ihren Sohn Ernst Viebig, der eine vielversprechende Laufbahn als Komponist begonnen hatte, überarbeitete Viebig das Schauspiel Quatembernacht von René Morax in das Libretto der Oper Nacht der Seelen, die 1922 im Stadttheater Aachen uraufgeführt wurde. Es folgte die Umarbeitung von Clara Viebigs Roman Absolvo te in eine Oper mit dem Titel Die Môra. Sie gelangte 1925 im Stadttheater Düsseldorf zur Aufführung.

## Werke (Auswahl)
- Wildfeuer (1896)

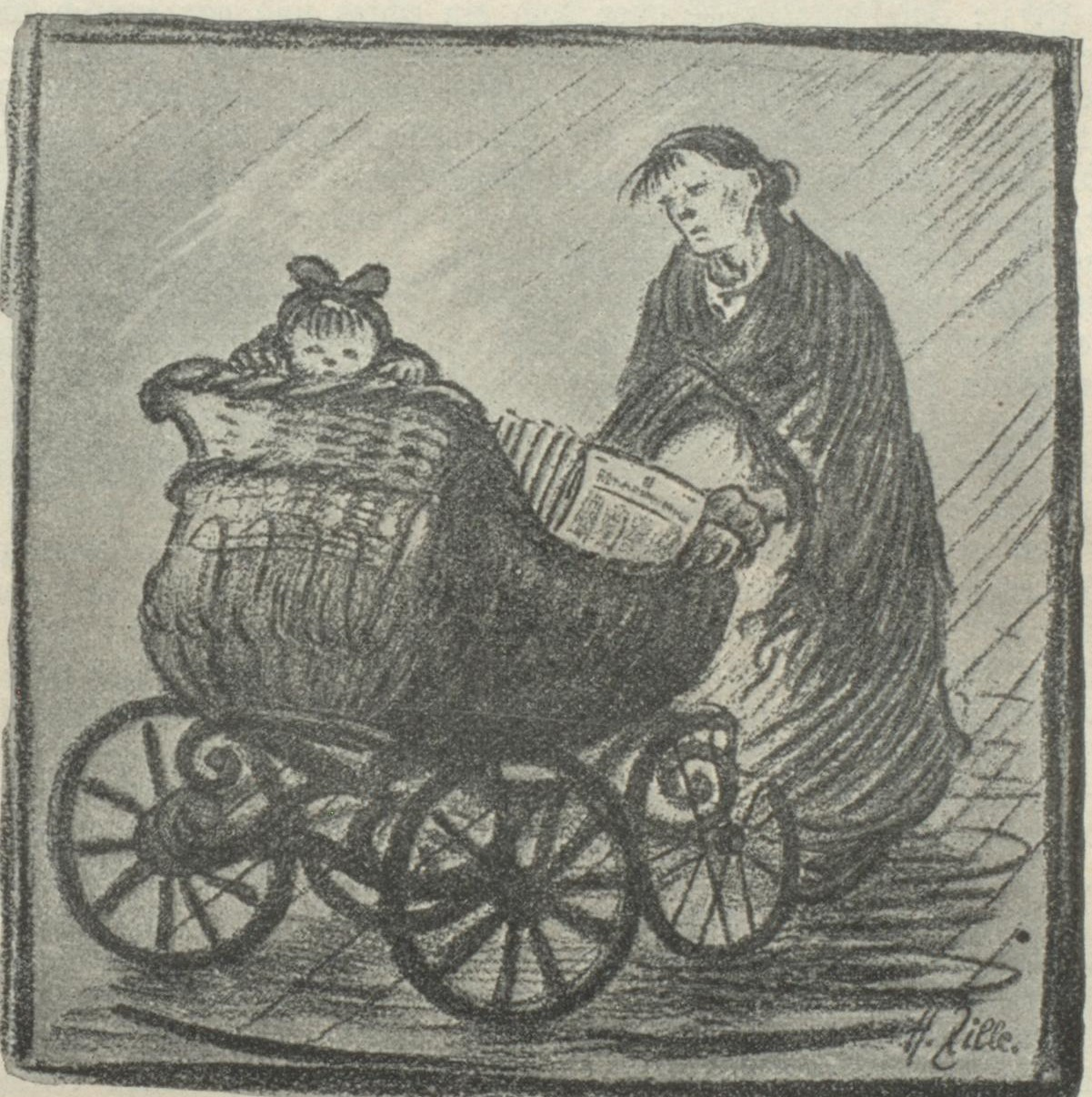
Heinrich Zille: Umschlagillustration zu Das tägliche Brot

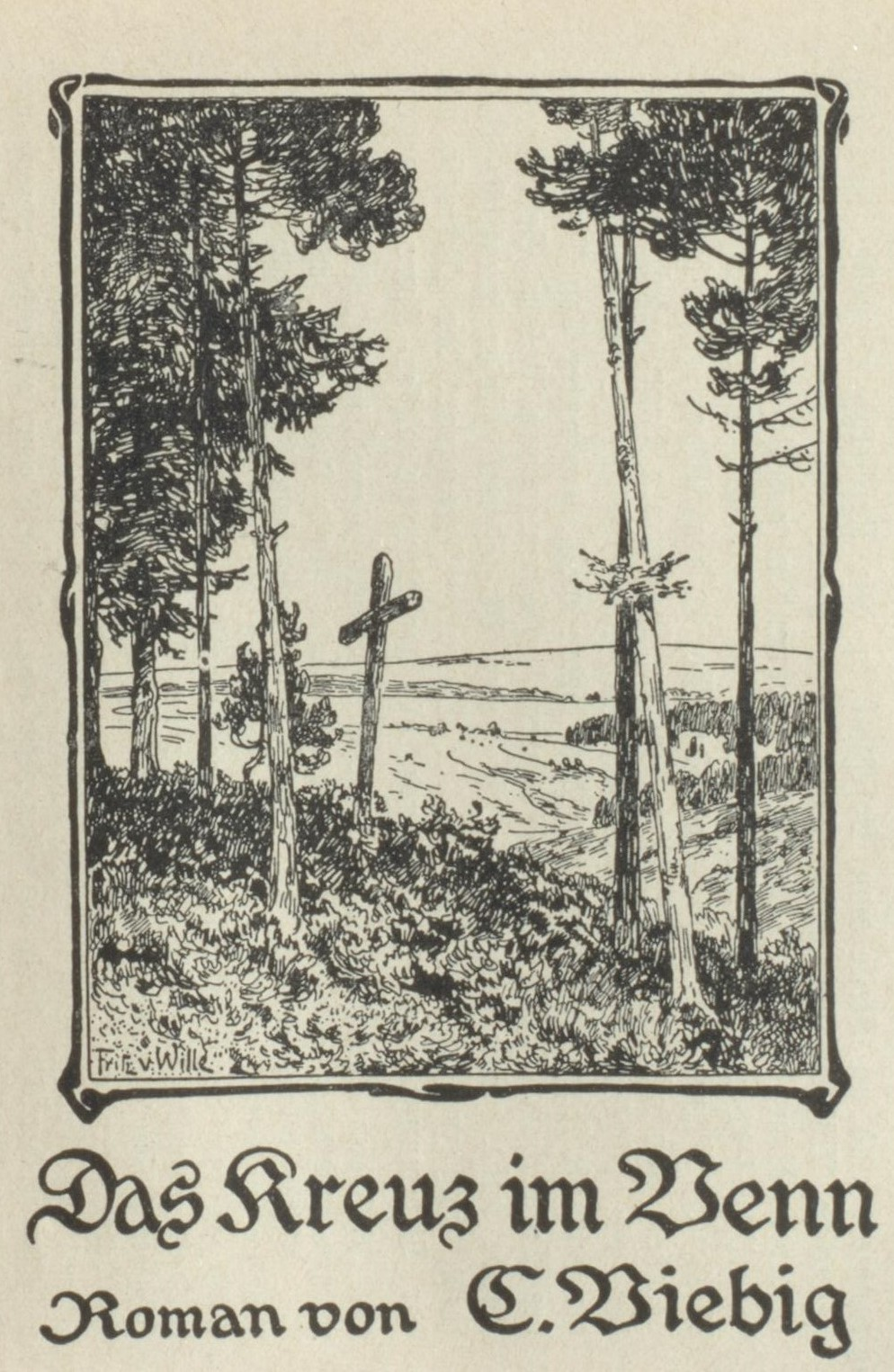
Fritz von Wille Titelbild zu Das Kreuz im Venn

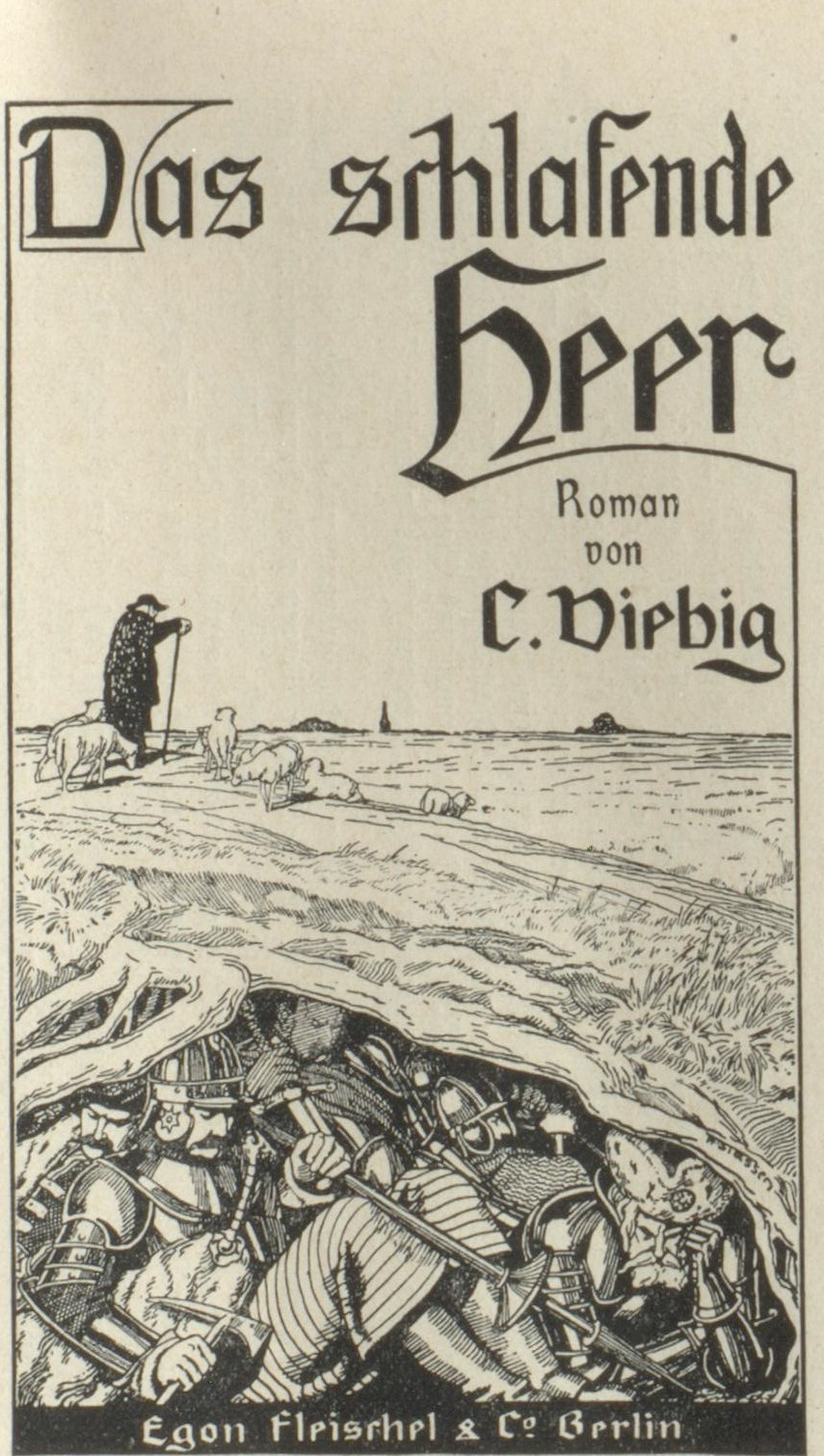
Franz Stassen Titelbild zu Das schlafende Heer

- Kinder der Eifel (1897), Textversion im archive.org
- Barbara Holzer (1897)
- Barbara Holzer, Schauspiel (1897)
- Dilettanten des Lebens (1897)
- Rheinlandstöchter (1897)
- Vor Tau und Tag (1898)
- Wen die Götter lieben (Novelle) (1898)
- Pharisäer. Komödie in drei Akten (1899), Textversion im archive.org
- Dilettanten des Lebens (1899), Textversion im archive.org
- Es lebe die Kunst (1899)
- Das Weiberdorf (1899) Reprint der Ausgabe Berlin 1900: Bad Bertrich: Rhein-Mosel-Verlag, 2003, ISBN 3-929745-00-3, Textversion im archive.org
- Das tägliche Brot (1900), englische Textversion (Our daily bread) im archive.org
- Die Rosenkranzjungfer (1900)
- Die Wacht am Rhein (1902), Textversion im archive.org
- Vom Müller Hannes (1903)
- Das schlafende Heer (1904), Textversion im archive.org
- Der Kampf um den Mann. Zyklus aus vier Einaktern (1905), Textversion im archive.org
- Naturgewalten (1905)
- Einer Mutter Sohn (1906), Textversion im archive.org; englische Textversion (The son of his mother) im archive.org
- Absolvo te (1907), englische Textversion (Absolution) im archive.org
- Das Kreuz im Venn (1908), Textversion im archive.org
- Pittchen, Komödie (1909)
- Das letzte Lied/Das letzte Glück, Schauspiel (1909)
- Die vor den Toren (1910), als Knaur Taschenbuch, München 1985, ISBN 3-426-01225-1.
- Das Eisen im Feuer (1911)
- Der Gast aus der anderen Welt (1913)
- Heimat (1914)
- Eine Handvoll Erde (1915), Textversion im archive.org
- Kinder der Eifel (1916)
- Töchter der Hekuba (1917)
- Das rote Meer (1920)
- Unter dem Freiheitsbaum. Rhein-Mosel-Verlag, Bad Bertrich 2000, ISBN 3-929745-41-0 (Reprint der Ausgabe Berlin 1922), Textversion im archive.org
- Nacht der Seelen, Opernlibretto (1922)
- Menschen und Straßen (1923)
- Der einsame Mann (1924)
- Die Môra, Opernlibretto (1925)
- Franzosenzeit (1925)
- Die Passion (1925); Neuauflage 2012, Verlag Traugott Bautz, Nordhausen, ISBN 978-3-88309-739-8 (ungekürzte Wiedergabe des Originaltextes der Ausgabe Berlin 1925)
- Die goldenen Berge (1928)
- Charlotte von Weiß. Der Roman einer schönen Frau (1929)
- Die mit den tausend Kindern (1929)
- Prinzen, Prälaten und Sansculotten (1931)
- Menschen unter Zwang. Deutsche Verlags-Anstalt, Stuttgart 1932.[40]
- Insel der Hoffnung (1933)
- Der Vielgeliebte und die Vielgehaßte (1935)

Eingescannte biographische Kurzprosa von Clara Viebig / Darstellungen zu ihrem Leben und Werk
- Kindheit in Düsseldorf (Universität Düsseldorf; PDF; 63 kB)
- Drei Brauten (Universität Düsseldorf; PDF; 27 kB)
- Mein Eifelland (Universität Düsseldorf; PDF; 16 kB)
- Clara Viebig im archive.org